# Deise Cipriano
Deise Cipriano de Almeida, mais conhecida como Deise Cipriano (Sorocaba, 5 de novembro de 1979 — São Paulo, 12 de fevereiro de 2019), foi uma cantora brasileira, que integrou os vocais do grupo brasileiro Fat Family. 
Cantora de assento soul, era considerada uma das maiores vozes do Brasil, Cipriano integrou o grupo Fat Family com seus irmãos em um trabalho que explorava a sonoridade pop e R&B.

## Biografia
Deise nasceu em Sorocaba, São Paulo, em 5 de novembro de 1979. Desde pequena chamava a atenção pela qualidade vocal. Viveu sua infância no bairro do Éden, em Sorocaba (SP), e desde a época da escola já encantava os colegas de classe por meio da música. 
O talento vocal de Deise Cipriano surgiu cedo. O gosto pela música era algo comum na família seus pais e avós eram músicos, mas seu timbre era único, considerado pelos familiares como um dom, sempre se destacou. Era comum a cantora mirim chamar a atenção da família, para vê-la cantar. Não raro, e mesmo sem saber inglês, ela emocionava quem a ouvia interpretar com precisão inúmeras canções.

## Carreira

### Início
Filha caçula, Deise passou a acompanhar uma das irmãs que já cantava em bares e pizzarias. Aos 11 anos, começou a dar mostras de sua voz nesses locais e chegou a receber o cachê em pizza.

“Ela poderia andar sozinha, se destacava por si, mas nunca quis estar na frente. Puxava os irmãos para o lado dela”

— Lembra a irmã Suzete, que segundo ela Deise era bastante exigente e gostava de chegar aos melhores resultados.
A dupla acabou sendo convidada para ser backing vocal de Maurício Mattar. Com mais visibilidade, conheceram o empresário do Art Popular, que ajudou a dar início a uma banda brasileira de grande sucesso no fim dos anos 1990: o Fat Family.

### Fat Family
Na época com 17 anos Deise iniciou sua carreira musical ao lado dos irmãos  Sidney, Celinho, Celinha, Simone, Suzetti, Kátia e Suely - com o grupo Fat Family, que ficou muito famoso no Brasil no final dos anos 90.
O grupo estourou com as músicas Jeito Sexy (versão de "Shy Guy" de Diana King), Onde Foi Que Eu Errei?, que foi tema da novela Torre de Babel em 1998, e Gulosa, tema de abertura de Andando Nas Nuvens no ano seguinte. Após seu sucesso estrondoso, passaram em diversos programas de auditórios na televisão da época: o Planeta Xuxa e o Domingão do Faustão (ambos da TV Globo); o Domingo Legal (do SBT); o H (da Bandeirantes).  Em 1999, foi lançado o segundo CD, intitulado "Fat Festa". Os sucessos deste álbum ficaram por conta das canções "Eu Não Vou, "Madrugada", "Fat Family" (versão de We Are Family, composta por Nile Rodgers para o grupo Sister Sledge) e a regravação a capela de Oh Happy Day. No fim do mesmo ano, Deise juntamente com seus irmãos e irmãs estrearam nas telonas de cinema no filme Xuxa Requebra. No filme, o grupo interpretou os "Fat Capanagas". Participando também da trilha sonora do filme, com a canção "Chegou a Festa". Em 2001, foi lançado o terceiro álbum intitulado "Pra Onde For, Me Leve". A regravação da faixa "Fim de Tarde", que foi o grande sucesso da cantora Cláudia Telles, também obteve êxito nas rádios. Outros singles foram: "Pra Onde For, Me Leve", "Sem Parar", "Noite de Setembro" (versão de September de Earth, Wind and Fire) e "Pudera" (gravado por Tim Maia). Este foi o último trabalho do grupo pela gravadora EMI. O grupo participava com frequência dos programas Eliana, Programa Raul Gil, Planeta Xuxa e Hebe. Diferentemente de outros álbuns, não chegou ter tanta repercussão e o grupo começou aos poucos desaparecer na mídia.

### Conversão
Em 2003, Deise Cipriano, que era cristã católica se tornou evangélica após um culto na casa do então lutador de vale-tudo Vitor Belfort, amigo da família. Após sua conversão ao protestantismo, Deise levou todos os integrantes a serem evangélicos. Foi nessa época que o grupo lançou o quarto CD, intitulado Fat Family (pela nova gravadora Sum Records) com grande variedade de estilos, entre eles o MPB e o Gospel. O álbum inteiro foi feito de regravações de grandes sucessos nacionais e internacionais: Lilás (Djavan), Amor de Índio (Milton Nascimento), Força Estranha (Caetano Veloso); do gospel foram: Joyful, Joyful (gravada originalmente para o filme Mudança de Hábito 2), Poor Pilgrim of Sorrow, O Homem de Nazareth e Deus é o Amor (que recebeu também versão remixada no mesmo álbum).
Em 2011, Deise perdeu o irmão Sidney Cipriano, que também integrava o Fat Family. O cantor morreu vítima de uma parada cardíaca, complicação decorrente de um AVC sofrido cerca de um mês antes da morte. 

### Retorno na mídia

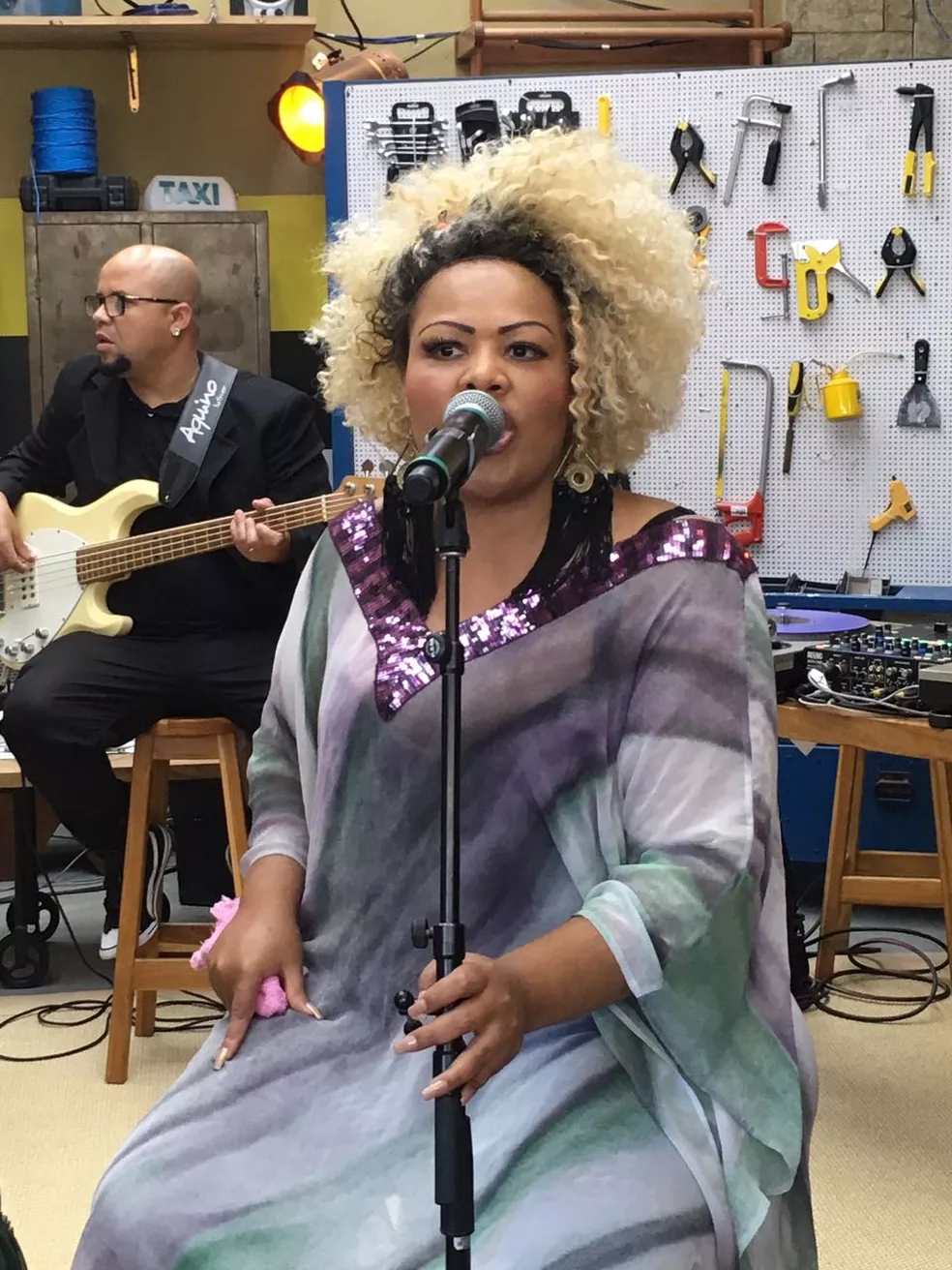
Deise se apresentando no programa É de Casa da TV Globo em 2018

O grupo ficou afastado da mídia por quase duas décadas por dedicarem a carreira gospel, mas ensaiaram sua volta em participações em anos recentes no grupo Harmonia do Samba, cantando Apenas Um Toque. Em 2014, receberam o convite do apresentador do Domingo Legal, Celso Portiolli, para participar da estreia do quadro Parece Que Foi Ontem. Em 2016, com o contrato da WB Produções Artísticas, o grupo volta aos palcos, depois de longo período sem gravar. Fazendo várias participações em programas de TV como Altas Horas (da Globo), Todo Seu (da TV Gazeta), Legendários (Record) e Sabadão com Celso Portiolli (no SBT). O grupo também se apresentou na Virada Cultural em São Paulo, no mesmo ano. Em 20 de maio, o grupo lançou a nova canção de trabalho "Mexe Esse Pescoço Aí", cujo clipe teve participação do ator e cantor Thiago Abravanel.
Em julho de 2018, em umas das últimas aparições em vida pública, Deise esteve entre os 100 jurados do programa musical Canta Comigo, da RecordTV. Na época, sua filha Talita Cipriano, participou da terceira temporada do programa The Voice Kids da TV Globo, chegando a ser finalista na edição ficando em terceiro lugar.
Cipriano deixou uma gravação inédita como solista na canção "Morena de Ipanema", presente no álbum solo do DJ Memê ainda sem previsão de lançamento, a canção foi composta por Memê com letra de Nelson Motta, Memê foi o produtor do segundo álbum do grupo "Fat Festa", lançado em 1999. Ela planejava lançar um CD gospel em 2019 e também um DVD de 20 anos do Fat Family.

## Doença e morte
A cantora Deise Cipriano foi internada no hospital Instituto do Câncer na cidade de São Paulo em dezembro de 2018, após receber alta depois de ficar internada por quatro meses (24 de agosto a 27 de dezembro de 2018) para tratar o câncer no fígado e chegou a passar 19 dias em coma.
Deise passou um mês se recuperando em sua casa, indo ao Instituto do Câncer para exames de rotina e retornos médicos. Após queda de imunidade constatada em alguns exames, a cantora voltou ser internada no mesmo hospital. Na manhã de segunda-feira do dia 11 de fevereiro de 2019, ela apresentou falta de ar, queda de pressão arterial, precisando ser sedada, o que levou ao óbito no dia seguinte.
Cipriano morreu em 12 de fevereiro de 2019, no Instituto do Câncer de São Paulo Octavio Frias de Oliveira aos 39 anos. Ela estava internada desde agosto de 2018, onde tratava de um câncer no figado.   Desde o início do tratamento contra o câncer, Deise recebeu o apoio de diversos famosos. Ela passou por sessões de quimioterapia e raspou o cabelo durante o tratamento. Como forma de apoio, sua filha, Talita Cipriano, e Simone, uma das irmãs da cantora, também fizeram o mesmo.

### Velório
O velório ocorreu no Hall Monumental da Assembleia Legislativa de São Paulo. A cerimônia foi acompanhado por amigos, familiares e fãs da cantora. O corpo foi sepultado no Cemitério Valle dos Reis, em Taboão da Serra, na Grande São Paulo.

### Lançamentos póstumos
Em homenagem a cantora, seu primeiro álbum póstumo intitulado “In Memoriam (Fat Family)”, foi lançado em 21 de novembro de 2020. O disco reúne canções ao vivo emocionantes de sua carreira.

## Características musicais

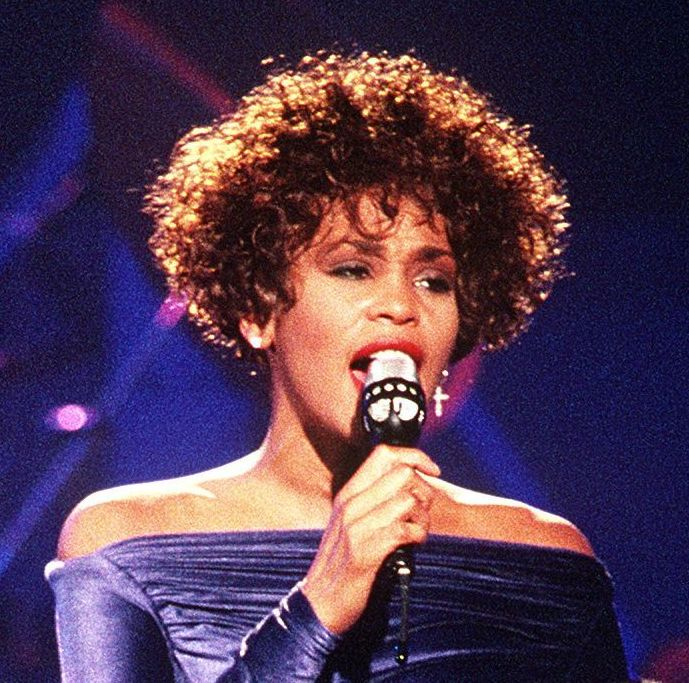
Whitney Houston, era tida como sua grande influência musical.

### Estilo musical e voz
Cantora de assento soul, era considerada uma das maiores vozes do Brasil. Dona de uma voz potente, Deise Cipriano foi uma das vocalistas do Fat Family que mais se destacou, pela versatilidade de sua voz e virtuosismo musical, que encorpava e engrandecia o canto do grupo.
Em sua carreira, a cantora explorou diversos gêneros e elementos da música negra, dentre eles o gospel, R&B e o pop. A voz de Deise era classificada como soprano.

### Influências
Tinha como ídolo e grande influência musical, a cantora americana Whitney Houston. Apesar de ser fortemente influenciada pelo estilo americano, Deise também mostrava admiração por artistas brasileiros como: Gal Costa, Ed Motta, Marisa Monte, Djavan e Tim Maia.

## Discografia
Com a Fat Family, Deise lançou sete álbuns, e um disco póstumo solo. Os discos estão listados a seguir:
| - Fat Family (1998) - Fat Festa (1999) - Pra Onde For, Me Leve (2001) - Para Sempre (2001) - Identidade (2002) - Fat Family (2003) - Retratos (2004) | - In Memoriam (Fat Family) (Ao Vivo) (2020) |

## Filmografia

### Cinema e Televisão
| Ano  | Título        | Papel / Personagem | Nota   |
| ---- | ------------- | ------------------ | ------ |
| 1999 | Xuxa Requebra | Fat Capangas       | Filme  |
| 2018 | Canta Comigo  | Ela Mesma          | Jurada |